# Mieczysław Ożóg
Mieczysław Ożóg (ur. 23 lutego 1966 w Jeżowem) – polski piłkarz.

## Kariera zawodnicza
W polskiej 1. lidze (ówczesnym pierwszym poziomie ligowym) zagrał 108 spotkań i strzelił 8 bramek. Został wybrany najlepszym piłkarzem Rzeszowszczyzny w plebiscycie „Tempa” i Radia Rzeszów.
Sezon 2007/2008 rozpoczął w Stali Stalowa Wola, będąc  najstarszym piłkarzem grającym w II lidze i jednym z najstarszych w profesjonalnych drużynach polskiej ligi. Pomimo wieku zawodnik ten miał pewne miejsce w składzie Stali i większość meczów rozegrał w pełnym wymiarze czasowym. Po przegranym meczu II ligi z Pelikanem Łowicz na początku sierpnia 2007 został usunięty (wraz z dwójką innych zawodników – Andrzejem Kasiakiem i Markiem Kusiakiem) z zespołu Stali. 
Po odejściu ze Stalowej Woli, łączył pracę fizyczną z grą w niższych ligach, będąc jednym z najstarszych aktywnych zawodników w Polsce. W rundzie jesiennej sezonu 2023/2024, w wieku 57 lat, dalej występował w a-klasowym klubie Bukowa Jastkowice.